# ابنه (یمن)
 أَبنه روستای از توابع استان جَوف در کشور یمن و در شبه جزیره عربستان واقع می‌باشد. 
این روستا از روستاهای آباد بادیهٔ (ظبا) در منطقهٔ شرقی یمن است. این روستا در پایهٔ (کوه ظبیان) واقع شده‌است.

## جمعیت
در حدود ۲۶۰ نفر جمعیت دارد. آب وهوای روستا معتدل ودارای خاکی حاصلخیز می‌باشد.